# مي عمر
مي عمر (10 أكتوبر 1988 -)، ممثلة مصرية.

## حياتها
التحقت بكلية الإعلام قسم الصحافة بالجامعة الأمريكية، وقامت بعمل دراسات في المسرح. وكانت قد أحبت التمثيل منذ أيام المدرسة، إلا أن أهلها رفضوا ذلك خوفًا عليها. بدأت التمثيل من خلال أدوار بمسرح الجامعة الأمريكية. وقررت إخفاء فكرة حبها للتمثيل عن عائلتها خوفا من أن يشعروا بصدمة، وكان هناك عدد قليل من أصدقائها على علم بذلك.

## بدايتها الفنية
اتجهت في بادئ الأمر لمجال الإنتاج، إلا أنها لم تشعر بالراحة فيه. اتجهت بعد ذلك نحو الإخراج، فقامت بإخراج فيديو كليب للفنانة رولا سعد، ولكنها قالت إنها لم تشعر بالارتياح أيضًا. وقد شعرت أن حبها للوقوف أمام الكاميرا يزداد يوما بعد يوم، فقررت وقتها أن تتناقش مع زوجها في رغبتها في خوض مجال التمثيل، الذي طلب منها أن تمثل أمامه أولًا حتى يتأكد من امتلاكها الموهبة.
قامت باستعدادات كثيرة للوقوف أمام الكاميرا، فبدأت أولا بدراسة التمثيل مع مروة جبريل، وذلك بصحبة زوجها الذي ساعدها كثيرا، ثم خضعت لعدة اختبارات اجتازتها بنجاح. أتاح لها زوجها المخرج محمد سامي الفرصة للظهور الأول، وذلك من خلال تقديم دور «ولاء» في مسلسل حكاية حياة مع غادة عبد الرازق، وكان زوجها هو مخرج المسلسل، ثم رشحها مرة أخرى للعمل في مسلسل كلام على ورق مع هيفاء وهبي، وهو من إخراجه أيضًا.
قدمت أول أدوارها في الدراما بعيدًا عن زوجها محمد سامي من خلال مسلسل حالة عشق مع المخرج إبراهيم فخر، الذي رشحها للدور. وخاضت أول تجربة لها في المسرح من خلال مسرحية بابا جاب موز من إخراج الفنان أشرف زكي، الذي رشحها للدور، ودعمها كثيرًا في تلك التجربة، ففي البداية شعرت بالقلق، ولكنها أقدمت على الخطوة من خلال الاستعداد الجيد لها.

## الأعمال

### أفلام
| السنة | العنوان             | الدور       |
| ----- | ------------------- | ----------- |
| 2017  | آخر ديك في مصر      | رانيا محمود |
| 2017  | تصبح على خير        | سجى / ندى   |
| 2022  | تحت تهديد السلاح    | جيهان       |
| 2023  | هارلي               | أسيل        |
| 2024  | بضع ساعات في يوم ما |             |

### مسلسلات
| السنة | العنوان          | الدور             |
| ----- | ---------------- | ----------------- |
| 2013  | حكاية حياة       | الممرضة ولاء      |
| 2014  | كلام على ورق     | ليلى              |
| 2015  | حالة عشق         | عزة / سانـدي      |
| 2016  | الأسطورة         | شهد               |
| 2016  | الطبال           | هدى               |
| 2017  | ريح المدام       | داليا             |
| 2017  | عفاريت عدلي علام | ملك               |
| 2019  | ولد الغلابة      | فرح               |
| 2020  | الفتوة           | ليل صابر أبو شديد |
| 2020  | لؤلؤ             | لؤلؤ / سنية       |
| 2021  | نسل الأغراب      | جليلة الغريب      |
| 2022  | رانيا و سكينة    | رانيا             |
| 2023  | علاقة مشروعة     | بثينة             |
| 2024  | نعمة الأفوكاتو   | نعمة أبو علب      |
| 2025  | إش إش            | شروق (إش إش)      |

### مسرحيات
| السنة | العنوان      | الدور |
| ----- | ------------ | ----- |
| 2014  | بابا جاب موز | هدية  |

### رسوم متحركة
| السنة | العنوان                  | الدور |
| ----- | ------------------------ | ----- |
| 2019  | يوميات عبد الرحمن وأحلام | أحلام |

## زواجها
قابلت محمد سامي في السنة الدراسية الأولى، كان يدرس معها في الجامعة الأمريكية، وبدأت بينهما علاقة حب انتهت بالزواج عام 2010. وقد أثار عملها مع زوجها بعض المشاكل مع الفنانات المشاركات في الأعمال الفنية التي يخرجها زوجها، حيث اتهموه بفرد مساحة أكبر لأدوارها على حساب أدوارهن خاصة بشخصية شهد التي جسدتها في مسلسل الأسطورة، حيث تكرر اعتماد الممثلة المصرية مي بلأعتماد الكامل علي زوجها المخرج باعطائها مشاهد وبطولات بسبب طبيعة عمله.

## وصلات خارجية
- مي عمر على موقع IMDb (الإنجليزية)
- مي عمر على موقع الدهليز
- مي عمر على موقع قاعدة بيانات الأفلام العربية
- مي عمر على موقع قاعدة بيانات الفيلم (الإنجليزية)